# مدار ۴۱ درجه جنوبی
مدار ۴۱ درجه جنوبی، دایره‌ای از عرض جغرافیایی است که در ۴۱ درجهٔ جنوبی خط استوا  قرار دارد.

## گذر از مناطق
از نصف‌النهار مبدأ شروع می‌شود و به سمت مشرق ۴۱ درجه جنوبی از موارد زیر گذر می‌کند:
| مختصات‌ها                                             | کشور، قلمرو یا دریا | توضیحات         |
| ---------------------------------------------------- | ------------------- | --------------- |
| ۴۱°۰′ جنوبی ۰°۰′ شرقی / ۴۱٫۰۰۰°جنوبی ۰٫۰۰۰°شرقی      | اقیانوس اطلس        |                 |
| ۴۱°۰′ جنوبی ۲۰°۰′ شرقی / ۴۱٫۰۰۰°جنوبی ۲۰٫۰۰۰°شرقی    | اقیانوس هند         |                 |
| ۴۱°۰′ جنوبی ۱۴۴°۳۷′ شرقی / ۴۱٫۰۰۰°جنوبی ۱۴۴٫۶۱۷°شرقی | استرالیا            | تاسمانی         |
| ۴۱°۰′ جنوبی ۱۴۵°۴۵′ شرقی / ۴۱٫۰۰۰°جنوبی ۱۴۵٫۷۵۰°شرقی | تنگه باس            |                 |
| ۴۱°۰′ جنوبی ۱۴۶°۵۹′ شرقی / ۴۱٫۰۰۰°جنوبی ۱۴۶٫۹۸۳°شرقی | استرالیا            | تاسمانی         |
| ۴۱°۰′ جنوبی ۱۴۸°۲۰′ شرقی / ۴۱٫۰۰۰°جنوبی ۱۴۸٫۳۳۳°شرقی | اقیانوس آرام        | دریای تاسمان    |
| ۴۱°۰′ جنوبی ۱۷۲°۶′ شرقی / ۴۱٫۰۰۰°جنوبی ۱۷۲٫۱۰۰°شرقی  | نیوزیلند            | جزیره جنوبی     |
| ۴۱°۰′ جنوبی ۱۷۳°۰′ شرقی / ۴۱٫۰۰۰°جنوبی ۱۷۳٫۰۰۰°شرقی  | Tasman Bay          |                 |
| ۴۱°۰′ جنوبی ۱۷۳°۴۵′ شرقی / ۴۱٫۰۰۰°جنوبی ۱۷۳٫۷۵۰°شرقی | نیوزیلند            | جزیره جنوبی     |
| ۴۱°۰′ جنوبی ۱۷۴°۱۳′ شرقی / ۴۱٫۰۰۰°جنوبی ۱۷۴٫۲۱۷°شرقی | تنگه کوک            |                 |
| ۴۱°۰′ جنوبی ۱۷۴°۵۶′ شرقی / ۴۱٫۰۰۰°جنوبی ۱۷۴٫۹۳۳°شرقی | نیوزیلند            | جزیره شمالی     |
| ۴۱°۰′ جنوبی ۱۷۶°۷′ شرقی / ۴۱٫۰۰۰°جنوبی ۱۷۶٫۱۱۷°شرقی  | اقیانوس آرام        |                 |
| ۴۱°۰′ جنوبی ۷۳°۵۶′ غربی / ۴۱٫۰۰۰°جنوبی ۷۳٫۹۳۳°غربی   | شیلی                |                 |
| ۴۱°۰′ جنوبی ۷۱°۵۲′ غربی / ۴۱٫۰۰۰°جنوبی ۷۱٫۸۶۷°غربی   | آرژانتین            |                 |
| ۴۱°۰′ جنوبی ۶۵°۱۱′ غربی / ۴۱٫۰۰۰°جنوبی ۶۵٫۱۸۳°غربی   | اقیانوس اطلس        | San Matías Gulf |
| ۴۱°۰′ جنوبی ۶۴°۱۴′ غربی / ۴۱٫۰۰۰°جنوبی ۶۴٫۲۳۳°غربی   | آرژانتین            |                 |
| ۴۱°۰′ جنوبی ۶۲°۳۸′ غربی / ۴۱٫۰۰۰°جنوبی ۶۲٫۶۳۳°غربی   | اقیانوس اطلس        |                 |